# Mergus milleneri
Mergus milleneri — вимерлий вид водоплавних птахів родини качкових (Anatidae), що існував у кінці плейстоцену. Відомий з викопних решток, що знайдені на острові Чатем неподалік Нової Зеландії. Численні рештки свідчать, що вид був досить поширеним на острові. Це найменший представник крехів.
Вид названий на честь д-ра Філіпа Міленера за його внесок у зборі викопного матеріалу.